# Joachim Król
Joachim Król, född 17 februari 1957 i Herne, Nordrhein-Westfalen, är en tysk skådespelare.

## Utmärkelser
Król har vunnit två Tyska filmpris för bästa manliga huvudrollsinnehavare.

## Roller (urval)
- 1993 – Dödsängeln Maria
- 1994 – Den åtråvärde mannen
- 1994 – Ingen tycker om mig
- 1997 – Rossini
- 1998 – Spring Lola
- 2000 – Prinsessan och krigaren
- 2001 – Anne Frank: The Whole Story (miniserie)
- 2002 – Bear's Kiss
- 2004 – Silentium
- 2007 – Tre rövare
- 2011–2015 – Tatort (TV-serie)
- 2016 – Hotell Sacher (miniserie)
- 2020 – Berlin Alexanderplatz